# Yosiwo George
Yosiwo Palikkun George (ur. 24 lipca 1941 na wyspie Kosrae, zm. 14 sierpnia 2022) – polityk i dyplomata mikronezyjski, wiceprezydent Mikronezji od 11 maja 2015 roku do śmierci.
Od stycznia 1983 do stycznia 1991 był gubernatorem Kosrae, następnie pełnił funkcję ambasadora Mikronezji w Stanach Zjednoczonych i przy ONZ. Do 2015 był senatorem z Kosrae. 11 maja 2015 powołany na stanowisko wiceprezydenta. Nie należał do partii politycznej. Żonaty z Antilise George.
24 lipca był hospitalizowany z powodu COVID-19. Zmarł 14 sierpnia 2022.